# Charles Henri Durier
Pour les articles homonymes, voir Durier.
Ne doit pas être confondu avec Charles Durier (1854-1887), archiviste.
Charles Henri Durier, né le 15 décembre 1830 à Paris et mort le 6 mai 1899 dans le 8e arrondissement de Paris, est un historien et géographe, auteur de récit de voyages et de nouvelles. Il contribua aussi à développer l'alpinisme, et fut président et secrétaire général du Club alpin français à partir de 1895.

## Biographie
Charles Henri Durier a fait carrière en tant que fonctionnaire civil au ministère de la Justice. Entré dans cette administration comme surnuméraire en 1850, il en gravit tous les échelons jusqu'au grade supérieur de chef de division en 1882. Ce parcours professionnel d'excellence lui vaut également d'être fait officier de la Légion d'honneur.

## Ouvrages
- Histoire du Mont Blanc, Édition Sandoz et Fischbacher , Paris, 1873, lire en ligne sur Gallica
- Le Mont Blanc, Édition Sandoz et Fischbacher , Paris, 1877,  lire en ligne sur Gallica
- Le Mont-Blanc, septième édition, annotée et illustrée par Joseph Vallot et Charles Vallot, Fischbasher 1923
- Charles Henri Durier, Joseph Vallot et Charles Vallot, Le Mont-Blanc, La Fontaine de Siloé, 2000, 287 p. (ISBN 978-2-84206-020-6, présentation en ligne)